# Su Muy Key
Rosa Su López (Ciudad de México, 15 de febrero de 1927-Ciudad de México, 9 de julio de 1951), conocida como Su Muy Key, o La Muñequita China, fue una vedette y bailarina exótica mexicana.  

## Biografía y carrera
Rosa Su López nació el 15 de febrero de 1927 en Ciudad de México, siendo hija de Florentino Su, de nacionalidad china, y María López Siordia, de nacionalidad mexicana, quienes procrearian a nueve hijos más. Al ser una familia numerosa, eran pobres y no tenían el dinero suficiente para solventar las necesidades de cada uno, por lo que Key se vio orillada a comenzar a trabajar desde muy temprana edad para poder ayudar a sus padres y a sus hermanos. Una hermana suya, llamada Margarita Su López nacida el 21 de marzo de 1930, sería con quien más se apoyaría para poder llegar a formar parte del mundo del entretenimiento. Ambas hermanas se mostraron apoyo mutuo y al crecer, poco a poco lograrían ascender a la fama, con Rosa volviéndose una vedette, término utilizado para referirse a la artista femenina principal de un espectáculo derivado del cabaret y sus diferentes géneros como el burlesque o las comparsas, así como en una bailarina exótica que adoptaría el nombre de Su Muy Key, mientras que su hermana era conocida como Margo Su y se convertiría también en bailarina exótica, actriz y compraría un terreno ubicado en la Ciudad donde construiría el Teatro-Salón Margo en 1949, siendo propietaria del mismo y el cual años más tarde sería conocido como el Teatro Blanquita.
Muy Key llamaría mucho la atención por sus espectáculos de baile, lo que le valió el tener a varios hombres como pretendientes, decidiendo casarse aún muy joven con uno de ellos que era hacendado y gozaba de una buena posición política y económica. Sin embargo, su matrimonio con ese hombre terminaría en un divorcio a los tres años de casados. Otra de sus relaciones amorosas fue con el actor y representante artístico Lucky Mayorga, de quien se separó por una supuesta explotación laboral. Dentro del cine participó en algunas películas pero solamente haciendo números de baile como lo fueron en; La bandida de 1948, Especialista en señoras y Mujeres de teatro ambas de 1951, siendo únicamente en la cinta Carta brava de 1949 donde se le dio un papel menor con el personaje de «La china».

## Asesinato
Al momento de morir, la artista mantenía una relación con el publicista Roberto Serna, director de la revista Oiga. La carrera de Su Muy Key iba en ascenso y con ello su prosperidad económica. La cada vez mayor dependencia de Serna hacia la bailarina provocó que ella intentara romper la relación, lo cual condujo a su asesinato y al suicidio de su victimario. La tragedia sucedió poco tiempo después de que la artista terminara su actuación en el Teatro Colonial. Acompañada por su madre, Su Muy Key accedió a que Serna las acompañara a su casa. El empresario les pidió hacer una escala en el Hotel Pal, donde tenía alquilada una habitación. Allí, mientras se despedía de ella, Serna le disparó en dos ocasiones, para luego quitarse la vida de un balazo en la cabeza.
Se dice también que la relación entre Su Muy Key y Roberto Serna pudo haber terminado por una tercera persona y que ésta habría estado presente en el momento del crimen.

## Comentarios
Su hermana, la actriz y empresaria Margo Su hizo una descripción de su hermana en su libro Alta frivolidad (1990): 
La piel de Rosa es blanquísima y suave; con las luces del teatro se le ve nacarada. Es (...) alta y de brazos largos, cuando baila los mueve dulcemente y con elegancia, da la sensación de estar dentro del mar. Su pelo es negro, color ala de cuervo con destellos azulosos. Es muy bella. Hasta su nombre es lindo. Su Muy Key. Muy Key quiere decir Rosa, en chino. Le sucedió lo peor: la etiquetaron como exótica a pesar de que ella es lo opuesto. Su danza es refinada, etérea, nada la liga al grito de selva africano ni a la sensualidad de las islas del Pacífico. Rosa es la danza mística, elegante, misteriosa y profunda. Reemplazó a Tongolele en el Club Verde, con todo y los anuncios espectaculares en la prensa y los enormes carteles pegados en todas las calles de la ciudad y, desde luego, a su nombre se antepuso el adjetivo de moda: La Exótica Su Muy Key. Como a veces sucede, Rosa es totalmente distinta en su vida diaria a la figura de los escenarios. Sencilla y dulce en su trato, incansable contadora de chistes, detesta la fama porque ya no puede ir al mercado a escoger sus ingredientes -es espléndida cocinera -, ni detenerse a platicar con el carnicero ni la vendedora del puesto de verduras. Sale a la calle sin gota de maquillaje en la cara y vestida con sencillez, que parece envuelta en pieles y sedas. De cualquier forma, la gente la ve pasmada a su paso, como una aparición. Tiene mucho “ángel” y una gran personalidad.

## Filmografía
- La bandida (1948)
- Carta brava (1950)
- Mujeres de teatro (1951)
- Especialista en señoras (1951)